# Jurij Iljenko
Jurij Iljenko (russisk: Юрий Герасимович Илье́нко) (født 18. juli 1936 i Tjerkasy i Sovjetunionen, død 15. juni 2010 i Prokhorovka i Ukraine) var en sovjetisk filminstruktør og manuskriptforfatter.

## Filmografi
- Belaja ptitsa s tjornoj otmetinoj (1970)[2][3]